# Barry Windham
Barry Clinton Windham (Sweetwater (Texas), 4 juli 1960) is een Amerikaans professioneel worstelaar die bekend was van zijn tijd bij de National Wrestling Alliance (NWA) en de World Championship Wrestling (WCW).

## Persoonlijk leven
Barry is de zoon van Robert Deroy Windham, beter bekend als Blackjack Mulligan.

## In het worstelen
- Finishers
  - The Running Bulldog
  - The Superplex

- Kenmerkende bewegingen
  - Vaulted Spike DDT
  - The Flying Lariat
  - The Sunset Flip
  - The Claw

## Prestaties
- Championship Wrestling (Florida)
  - NWA Florida Global Tag Team Championship (1 keer met Ron Bass)
  - NWA Florida Heavyweight Championship (6 keer)
  - NWA Florida Tag Team Championship (2 keer; 1x met Mike Graham en 1x met Scott McGhee)
  - NWA Florida Television Championship (3 keer)
  - NWA North American Tag Team Championship (1 keer met Mike Graham)
  - NWA Southern Heavyweight Championship (2 keer)
  - NWA United States Tag Team Championship (3 keer met Mike Rotunda)

- Jim Crockett Promotions / World Championship Wrestling
  - NWA United States Heavyweight Championship (1 keer)
  - NWA United States Tag Team Championship (1 keer met Ron Garvin)
  - NWA Western States Heritage Championship (1 keer)
  - NWA World Heavyweight Championship (1 keer)
  - NWA World Tag Team Championship (1 keer met Lex Luger)
  - WCW World Tag Team Championship (3 keer; 1x met Dustin Rhodes, 1x met Curt Hennig en 1x met Kendall Windham)
  - WCW World Television Championship (1 keer)

- Music City Wrestling
  - NWA North American Heavyweight Championship (1 keer)

- NWA All-Star Wrestling (North Carolina)
  - NWA World Tag Team Championship (1 keer met Tully Blanchard)

- NWA New England
  - NWA New England Heavyweight Championship (1 keer)

- NWA Southern Championship Wrestling
  - NWA Southern Heavyweight Championship (2 keer)

- Pro Wrestling Illustrated
  - PWI Most Improved Wrestler of the Year (1982)

- Turnbuckle Championship Wrestling
  - BTCW Heavyweight Championship (2 keer)

- World Wrestling Council
  - WWC World Tag Team Championship (1 keer met Kendall Windham)

- World Wrestling Federation
  - WWF Tag Team Championship (2 keer met Mike Rotunda)

- Wrestling Observer Newsletter awards
  - Rookie of the Year (1980)
  - Match of the Year (1986) vs. Ric Flair op 14 februari